# Bornasèl (Avairon)
Bornasèl (en francès  Bournazel) és un municipi francès situat al departament de l'Avairon i a la regió d'Occitània.

## Demografia
| 1962                                       | 1968 | 1975 | 1982 | 1990 | 1999 | 2006 |
| ------------------------------------------ | ---- | ---- | ---- | ---- | ---- | ---- |
| 467                                        | 400  | 378  | 354  | 298  | 246  | 329  |
| Des de 1962: població sense dobles comptes |      |      |      |      |      |      |

## Administració
| Període   | Identitat       | Partit |
| --------- | --------------- | ------ |
| 1965-2008 | Lucien Flottes  |        |
| 2008-2010 | Claude Paulhe   |        |
| 2010-     | Gilles Bousquet |        |